# The Quiet American (película de 2002)
The Quiet American, traducida como El estadounidense impasible (casi en toda América), El americano (Argentina) o El americano impasible (en España) es una película de Phillip Noyce basada en el libro El americano impasible de Graham Greene. Es la segunda versión cinematográfica de la novela tras la de 1958, dirigida por Joseph Leo Mankiewicz, El americano impasible.
Michael Caine fue nominado al Oscar al mejor actor por su interpretación.

## Argumento
Thomas Fowler (Michael Caine), periodista británico enviado a la Indochina francesa que cuenta con la ayuda de Quang Hai en las tareas informativas, tiene como amante a la bailarina vietnamita Phuong (Đỗ Thị Hải Yến). Ambos amantes conocen al presunto médico en misión humanitaria Alden Pyle (Brendan Fraser), que en realidad es un activista infiltrado de USA para evitar que, ante la previsible derrota francesa, el territorio caiga en manos comunistas. Lo imprevisible de la situación es que el viejo Thomas y el estadounidense Pyle se conviertan en rivales amorosos por amor de la vietnamita. Las incursiones comunistas en el norte de la colonia obligan al periodista británico a buscar información con líderes que desean sustituir a los franceses para enviar la corresponsalía a Londres. Cuando estalla un coche bomba en el centro de Saigón con pérdidas de vidas humanas y se descubre posteriormente que ha sido Pyle el inductor, las relaciones entre el periodista y el médico estadounidense empiezan a cambiar hasta el punto de que es precisamente Thomas el que pasa información a su ayudante, que era comunista, para que su competidor amoroso sea asesinado por los compañeros de su ayudante que quieren evitar a toda costa la llegada de material químico para la fabricación de bombas.

## Relación con la novela
En el número 5 de la Revista Letraceluloide, el Profesor Víctor Conenna sostiene que la versión fílmica de 2001 hizo justicia al texto (por eso, después del atentado a las Torres Gemelas, su estreno se pospuso en poco más de un año). En primer lugar, a diferencia de su antecesora de 1958, la versión de Phillip Noyce cuenta con la excelente actuación de Michael Caine, muy bien acompañado por la actriz vietnamita Do Thi Hai Yen y Brendan Fraser en, hasta el momento, su mejor labor actoral, muy distante de las desempeñadas en películas como La momia, George de la jungla o Al diablo con el diablo. En segundo lugar, le devuelve su contenido ideológico al devolverle al personaje Alden Pyle su rol de agente encubierto, cuya crueldad se manifiesta en imágenes emblemáticas, como cuando, después de haber perpetrado un atentado contra civiles, en medio de las carreras de las personas que intentan socorrer a los heridos, se limpia con un pañuelo la sangre del pantalón. Si bien no es absolutamente fiel al texto original, los agregados (producto de que la película se filmara años después de la finalización de un conflicto, la Guerra de Vietnam, que era previsible en la novela pero que aún no había estallado) hacen que el relato encaje perfectamente en la coyuntura histórica que sobrevino a los hechos narrados por Graham Greene.

## Recepción crítica y comercial
Obtuvo muy buenas críticas, con un 89% de comentarios positivos, según la página de Internet Rotten Tomatoes, llegando a la siguiente conclusión: "Reflexivo y muy bien interpretado, "El americano impasible" captura todo el espíritu de la novela de Graham Greene."
En taquilla no obtuvo tan buenos resultados. En Estados Unidos sólo recaudó 12 millones de dólares. Sumando las recaudaciones internacionales la cifra asciende a casi 28 millones. Su presupuesto fue de 30 millones.